# Свечников, Михаил Степанович
Михаил Степанович Свечников (18 (30) сентября 1881, станица Усть-Медведицкая, Область войска Донского — 26 августа 1938, Москва) — полковник Русской императорской армии, советский военачальник, военный историк и теоретик. Придерживался левых политических взглядов. В ходе переворота в Петрограде в ноябре 1917 года полк Свечникова наряду с матросами-анархистами сыграл решающую роль в захвате Зимнего дворца. При советской власти делал успешную карьеру в РККА. В ходе сталинских репрессий в армии 1937—1938 гг. был арестован по ложному обвинению в участии в военно-фашистском заговоре. 26 августа 1938 года расстрелян. После смерти Сталина реабилитирован.

## Биография
Родился в станице Усть-Медведицкой Области войска Донского (ныне город Серафимович) в семье офицера, из дворян Войска Донского. Образование получил в Донском кадетском корпусе и Михайловском артиллерийском училище, которое окончил в 1901 году, выпущен хорунжим (ст. 13.08.1901) в 1-ю Забайкальскую казачью батарею. Позже служил в 3-й Забайкальской казачьей батарее. Участник похода против Китая 1900—1901 и русско-японской войны 1904—1905 годов. Сотник (ст. 09.08.1904). Подъесаул (ст. 09.08.1908)
В 1911 году окончил Академию Генерального штаба по первому разряду. С 6 апреля 1913 года — начальник строевого отделения штаба Осовецкой крепости. С 29 сентября 1913 года — старший адъютант штаба Осовецкой крепости.
В сентябре 1916 года в чине подполковника штаб-офицер для поручений при штабе 38-го армейского корпуса. С 26 декабря 1916 года — штаб-офицер для поручений при штабе 47-го армейского корпуса.
В начале 1917 года — начальник штаба 106-й пехотной дивизии, расположенной в Тампере. В мае 1917 года вступил в РСДРП(б) (один из самых высокопоставленных офицеров, вступивших в то время в партию большевиков), по утверждению историка А. В. Ганина, в партийных кругах Свечникова, тем не менее, не любили и считали карьеристом.
Принимал активное участие в штурме Зимнего 25 октября (7 ноября) 1917 года. После того, как обороняющиеся отбили три первые атаки, Свечников повел на четвёртый штурм отряд гренадеров (440−450 бойцов 106-й пехотной дивизии, прибывших вместе с ним из Финляндии). Атака проходила со стороны набережной Невы и увенчалась успехом. В декабре 1917 года был избран солдатами начальником 106-й пехотной дивизии.
В январе 1918 года на начало в Финляндии гражданской войны Свечников — командир 106-й дивизии со штабом в Тампере. С 17 (30) января — «главнокомандующий Красной гвардии Таммерфорского фронта». Совместно с местными красногвардейцами он начинает военные действия против белых. Вскоре красногвардейцы Тампере и Турку оказываются под его командованием. В конце февраля Свечников был назначен Областным исполкомом армии, флота и рабочих Финляндии помощником военного министра Э. Хаапалайнена, «таким образом в его руках сосредотачивалось высшее командование над всеми красными войсками в Финляндии».
После окончания гражданской войны в Финляндии, с мая 1918 года командовал 1-й Петроградской стрелковой дивизией. С декабря 1918 по март 1919 года — командующий Каспийско-Кавказским фронтом. Затем служил в Казанском и Тульском укрепрайонах. В сентябре-октябре 1919 командовал Сводной стрелковой дивизией 13-й армии. Комендант Курского укрепрайона. 19 октября 1919 года арестован, 26 ноября 1919 года выпущен из-под ареста.
С марта 1920 года — военный руководитель Донского, а с 06.07.1920 — Кубанско-Черноморского областных военных комиссариатов.
Заместитель военного атташе в Тегеране.
С 1922 года на преподавательской работе в Военной академии РККА. Один из первых командиров РККА, прошедших обучение в военно-учебных заведениях рейхсвера в Германии в конце 1920-х годов. С 1934 года — начальник кафедры истории военного искусства Военной академии РККА имени М. В. Фрунзе.
Проживал в Москве по адресу: Новинский бул., д. 20, кв. 2 (по другим данным ул. Невинская, д. 2).
Арестован 31 декабря 1937 года. Список Москва-Центр от 20.08.1938 лиц, подлежащих осуждению по 1-й категории (расстрел), в котором значится фамилия Свечникова, был подписан Сталиным и Молотовым.
26 августа 1938 года приговорён Военной коллегией Верховного суда (ВКВС) СССР по обвинению в участии в военно-фашистском заговоре к высшей мере наказания.
Расстрелян и захоронен на Коммунарке. Реабилитирован ВКВС СССР 8 декабря 1956 года.

## Награды
- Орден Святого Станислава 3-й степени с мечами и бантом (ВП 10.03.1905);
- Орден Святой Анны 3-й степени с мечами и бантом  (ВП 03.05.1905);
- Орден Святой Анны 4-й степени с надписью "За храбрость" (ВП 22.09.1905);
- Орден Святого Станислава 2-й степени с мечами (ВП 27.03.1906);
- Орден Святого Владимира 4-й степени с мечами и бантом (ВП 4.03.1915);
- Орден Святой Анны 2-й степени с мечами (ВП 24.05.1916);
- Георгиевское оружие (ВП 26.09.1916);
- Орден Святого Георгия 4-го кл. (ВП 26.09.1916; за отличия и.д. начальника штаба Осовецкой крепости).

## Сочинения
- Оборона крепости Осовец во время 2-й 6,5-месячной осады её. — Пг., 1917; переиздание 2016 года — Н.Новгород, Чёрная сотня — 96 с, 2500 экз, ISBN 978-5-905999-81-9
- Революция и гражданская война в Финляндии, 1917—1918 годы: (воспоминания и материалы). — М.; Пг.: Гос изд-во, 1923. — 112 с.
- Бой конницы
- Тактика конницы — М., 1923−24. — ч. 1−2
- Рейды конницы и оборона железных дорог
- Боевое использование конной артиллерии
- Борьба Красной Армии на Северном Кавказе. Сентябрь 1918 − апрель 1919 — М., 1926.
- Русско-польская война 1830-1831 гг.
- Варшавская операция 1831 года